# Muskowekwan 85-10
Muskowekwan 85-10 är ett reservat i Kanada.   Det ligger i provinsen Saskatchewan, i den sydöstra delen av landet, 2 200 km väster om huvudstaden Ottawa.
Trakten runt Muskowekwan 85-10 består till största delen av jordbruksmark. Trakten runt Muskowekwan 85-10 är nära nog obefolkad, med mindre än två invånare per kvadratkilometer.